# Stade d’honneur d’Oujda
Stade d’honneur d’Oujda – wielofunkcyjny stadion w Wadżdzie, w Maroku. Jego pojemność wynosi 30 000 widzów. Został otwarty w 1976 roku. Swoje spotkania na obiekcie rozgrywają piłkarze klubu Mouloudia Wadżda.